# Aki (namn)

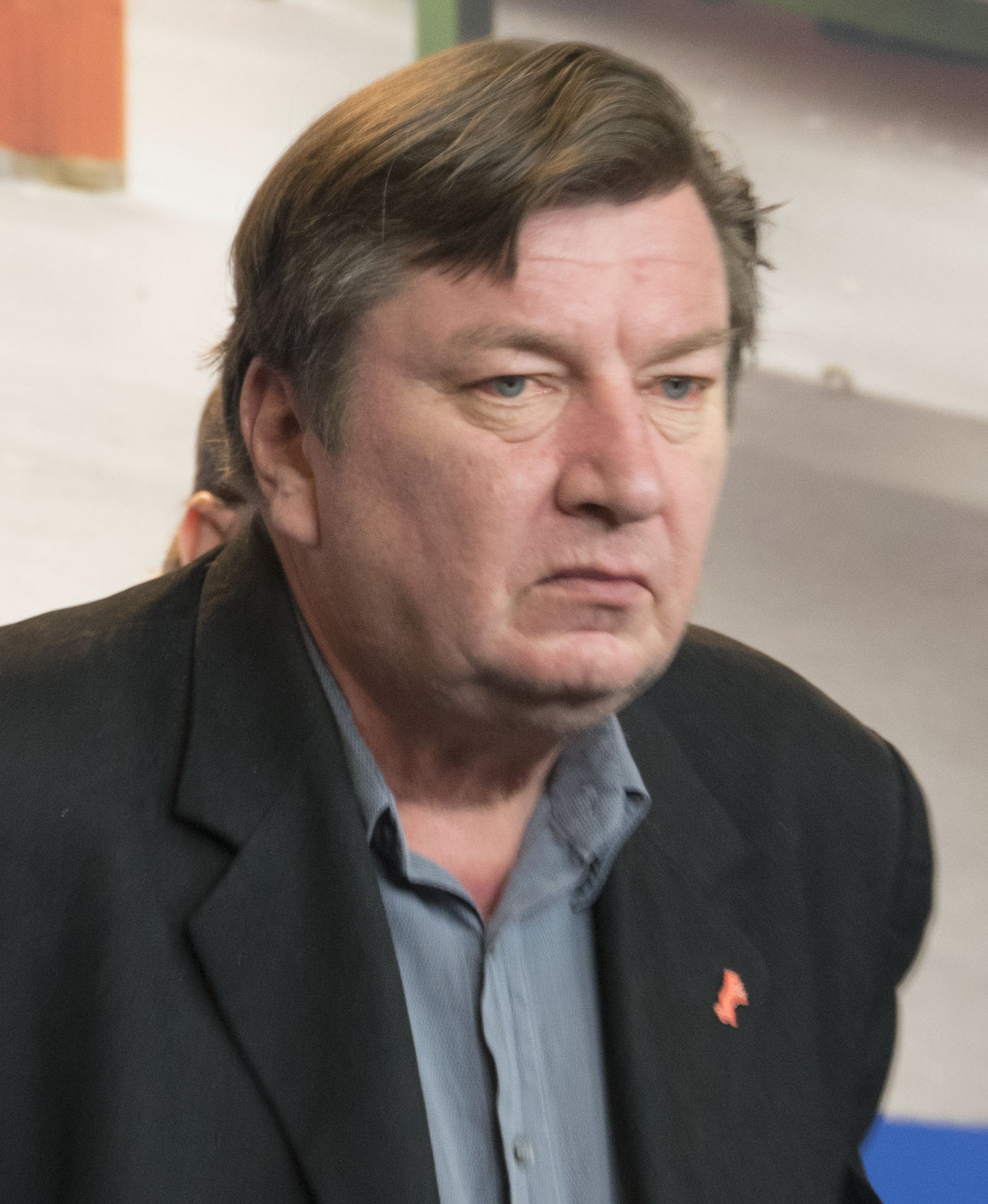
Aki Kaurismäki, 2017.

Aki är ett förnamn. Det förekommer bland annat i Japan, Nigeria och Finland. Det  finska namnet anses vara bildat på Joakim, alternativt Arne eller Aakusti, medan det japanska namnet bland annat har betydelserna 'höst', 'glänsande' eller 'lysande'. I Japan kan Aki även användas som efternamn.
I Japan används Aki som förnamn av båda könen, alternativt mestadels av flickor. I Finland är det i stort sett endast ett mansnamn, med betydelsen 'anfader'. 2020 bar drygt 8 000 pojkar i Finland namnet Aki Namnstatistiken från Sverige för år 2022 listade 239 män och 31 kvinnor med Aki som förnamn, varav 154 respektive 20 hade Aki som tilltalsnamn.
Namnet Aki förekommer även i Nordmakedonien och Serbien, som en sidoform av Joakim.

## Japanska stavningar
På japanska kan namnet Aki stavas på ett antal olika sätt. Utöver fonetiska stavningar på hiragana och katakana finns ett antal stavningar på kanji med olika betydelser. Dessa inkluderar:
- あき, hiragana
- アキ, katakana
- 明, "lysande"
- 燦, "lysande, glänsande, strålning"
- 昭, "skinande"
- 秋, "höst"
- 彬, "raffinerad, mild"
- 爽, "uppfriskande, uppiggande, söt"
- 晶, "gnista"
- 暁, "gryning"
- 彰, "erkänna"
- 晃, "klar"
- 亜紀, "följd, krönika"
- 亜希, "följa, höpp"
- 愛希, "älska, hoppas"

## Kända personer med Aki som förnamn
- Aki Aleong, amerikansk skådespelare och sångare
- Aki Hoshino, japansk "idol" och skådespelerska
- Aki Irie, japansk mangaka
- Aki Kaurismäki, finländsk filmregissör
- Aki Maeda, japansk skådespelare och sångerska
- Aki Ollikainen, finländsk författare
- Aki Parviainen, finländsk spjutkastare
- Aki Riihilahti, finländsk fotbollsspelare
- Aki Sawada, japansk konståkare
- Aki-Petteri Berg, finländsk ishockeyspelare

### Inom populärkulturen
Ett antal fiktiva figurer har fått namnet Aki. Detta inkluderar "Aki Hayakawa" i mangan Chainsaw Man och "Aki Mikage", tvillingbror till "Aya Mikage" i mangan Ceres: Celestial Legend. I den animerade SF-filmen Final Fantasy: The Spirits Within förekommer "Aki Ross". Inom den finska kulturen finns bland annat "Aki Nikkinen" i TV-serien Salatut elämät.